# Убийците на цветната луна
„Убийците на цветната луна“ (на английски: Killers of the Flower Moon) е американска епична уестърн криминална драма от 2023 г. на режисьора Мартин Скорсезе, който е съсценарист със Ерик Рот, и във филма участват Леонардо ди Каприо, Робърт де Ниро, Лили Гладстоун и др. Той е адаптация на едноименната книга, написана от американския журналист Дейвид Гран през 2017 г. Той отбеляза шестото филмово сътрудничество между Скорсезе и Дикаприо, и десетото сътрудничество между Скорсезе и Де Ниро.
Премиерата на филма е показана за първи път на международния кинофестивал „Кан“ на 20 май 2023 г., и излиза в избрани кина на 6 октомври, преди да излезе като широкоекранно издание на 20 октомври от Епъл ТВ+ (под етикета „Епъл Ориджинал Филмс“) и „Парамаунт Пикчърс“. Ограниченото и широкоекранно издание ще покажат филма в IMAX киносалоните. Също се очаква да се излъчва в стрийминг платформата Епъл ТВ+.

## Актьорски състав
- Леонардо ди Каприо – Ърнест Бъркхарт, съпруг на Моли
- Робърт де Ниро – Уилям Кинг Хейл, чичото на Ърнест[16]
- Лили Гладстоун – Моли Бъркхарт, индианската съпруга на Ърнест[17]
- Джеси Племънс – Том Уайт, агент по Федерално бюро за разследване, който разследва убийствата.[18]
- Танту Кардинал – Лизи Кю, майка на Моли
- Джон Литгоу – Прокурор Люуорд
- Брендън Фрейзър – В.С. Хамилтън[19]
- Кара Джейд Мейърс – Ана Браун, сестра на Моли
- ДжаНей Колинс – Рита, братовчедка на Моли
- Джилиън Дион – Мини, сестра на Моли
- Джейсън Исбел – Бил Смит
- Уилям Бело – Хенри Роан, девер на Моли
- Луис Канцелми – Келси Морисън
- Скот Шепърд – Браян Бъркхарт
- Еверет Уокър – Пол Червения орел
- Тейли Редкорн – Нон-Хон-Жин-Га/Традиционен водач
- Янси Ред Ком – Вожд Боникасъл
- Татанка Мийнс – Джон Рен
- Томи Шулц – Блаки Томсън
- Стърджил Симпсън – Хенри Грамър
- Тай Мичъл – Джон Рамси
- Гари Басараба – Уилям Дж. Бърнс
- Чарли Мъсълуайт – Алвин Рейнолдс
- Пат Хийли – Джон Бъргър
- Стийв Уитинг – доктор Джеймс Шоун
- Стив Рутман – доктор Дейвид Шоун
- Майкъл Абът младши – Франк Смит
- Джак Уайт – Актьор в радиошоу
- Пийт Йорн – Ейси Кърби
- Лари Корбин – Нон-Хон-Жин-Га
- Бари Корбин – Търтън
- Стийв Истин – съдия Полък[20]
- Елдън Хенсън – Дюк Бърхарт
- Катрин Уилис – Миртъл Хейл
- Джийн Джоунс – Питс Бийти
- Лари Фесенден – Радио глас